# Ilhas Desventuradas

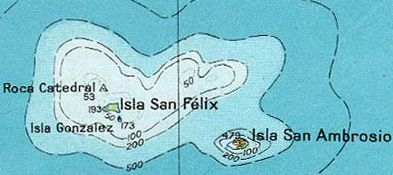
Ilhas desventuradas

As Ilhas Desventuradas são um grupo de ilhas pertencentes ao Chile, composto pelas ilhas de San Ambrosio, San Félix e várias ilhotas, como a ilha Gonzalez, todas desabitadas.
As ilhas foram descobertas por Fernão de Magalhães em sua viagem ao Oriente. Seu nome se deve ao facto de que, quando Magalhães saiu do estreito de Todos os Santos, se encontrava em dificuldades pela falta de alimentos; ao descobrir que as ilhas eram desabitadas e sem vegetação, as batizou com o nome pelo qual são hoje conhecidas.